# فريدريش هيدغدورن
فريدريش هيدغدورن (بالبرتغالية: Friedrich Hagedorn‏) هو رسام برازيلي، ولد في 1814 في شتشين في بولندا، وتوفي في 1889 في ريو دي جانيرو في البرازيل.

## معرض صور

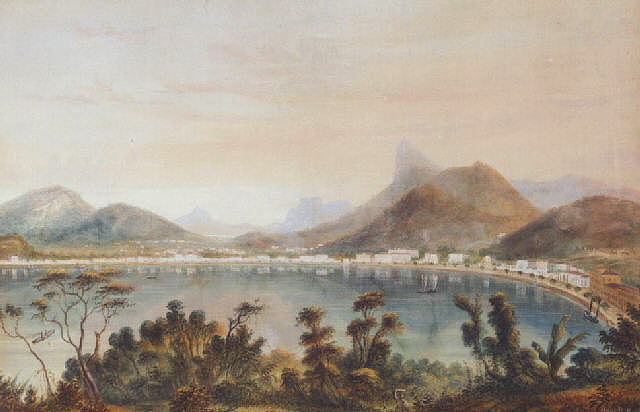
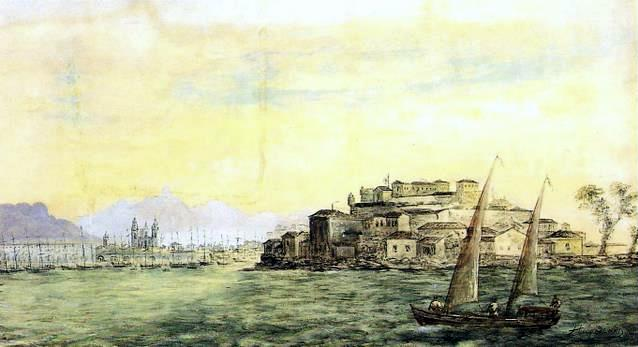
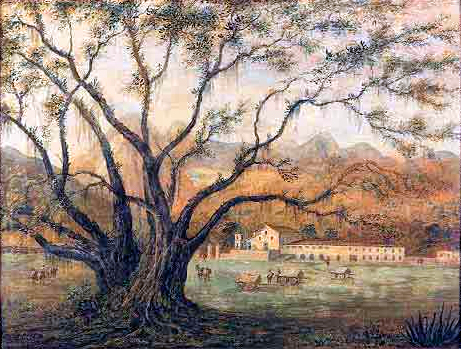
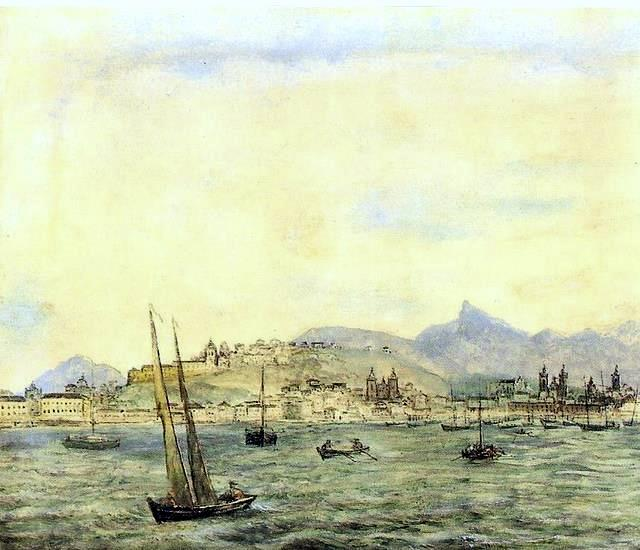
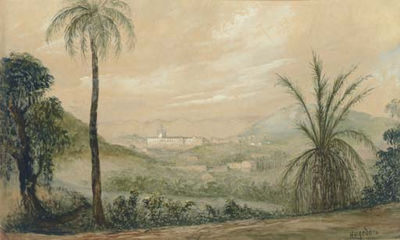
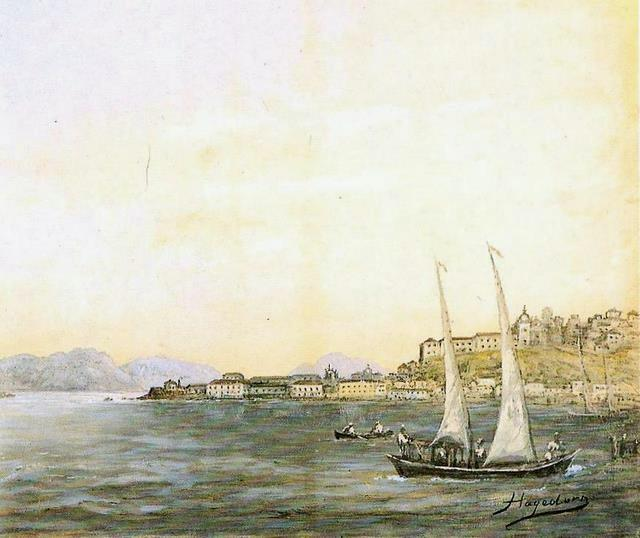